# Rudgea guyanensis
Rudgea guyanensis är en måreväxtart som först beskrevs av Achille Richard, och fick sitt nu gällande namn av Noel Yvri Sandwith. Rudgea guyanensis ingår i släktet Rudgea och familjen måreväxter. Inga underarter finns listade i Catalogue of Life.